# The Formation World Tour
The Formation World Tour fue la quinta gira musical en solitario de la artista estadounidense Beyoncé, realizada para promover su sexto álbum de estudio, Lemonade (2016). Incluyendo conciertos en América del Norte y Europa, fue anunciada después de su aparición especial en el espectáculo del medio tiempo de la Super Bowl 50. El espectáculo arrancó el 27 de abril de 2016 en Miami (Estados Unidos) y finalizó el 7 de octubre de 2016 en East Rutherford (Estados Unidos). El tour fue diseñado para realizarse por grandes estadios, siendo además la primera gira de la historia por una artista femenina en desarrollarse exclusivamente en dichos recintos.
La producción y puesta en escena visitas fueron descritas como un "cambio de juego" para los conciertos en estadios, y consistía en una caja-LED giratoria de gran altura que se refiere como el "Monolito", una pasarela y una fase secundaria que almacena y se produjeron 2.000 galones de agua. El tema de la gira fue descrito como unos seguimientos de capítulos lineales recorridos en apoyo al disco  Lemonade , con cada rotación del mencionado 'Monolito' representa un nuevo capítulo de la serie. La gira ha recibido críticas muy favorables actualmente por parte de la crítica, elogiando a Beyoncé por su actuación y habilidades vocales, así como la producción del espectáculo.
Comercialmente, la gira fue un éxito. The Formation World Tour se ubicó en el #1 y #2 en la lista anual confeccionada por Pollstar, tanto en América del Norte y en todo el mundo, respectivamente, con una recaudación mundial total de $137,3 millones de los primeros 25 espectáculos. Una vez finalizada la gira se supo que Beyoncé había conseguido recaudar un total de 256,084,556 de dólares, con las entradas agotadas en todos los conciertos, dando lugar a que más de dos millones de personas fuesen a verla en vivo. Como consecuencia a esto, la gira en su momento formó parte dentro de las 20 giras más recaudadoras de la historia.

## Antecedentes

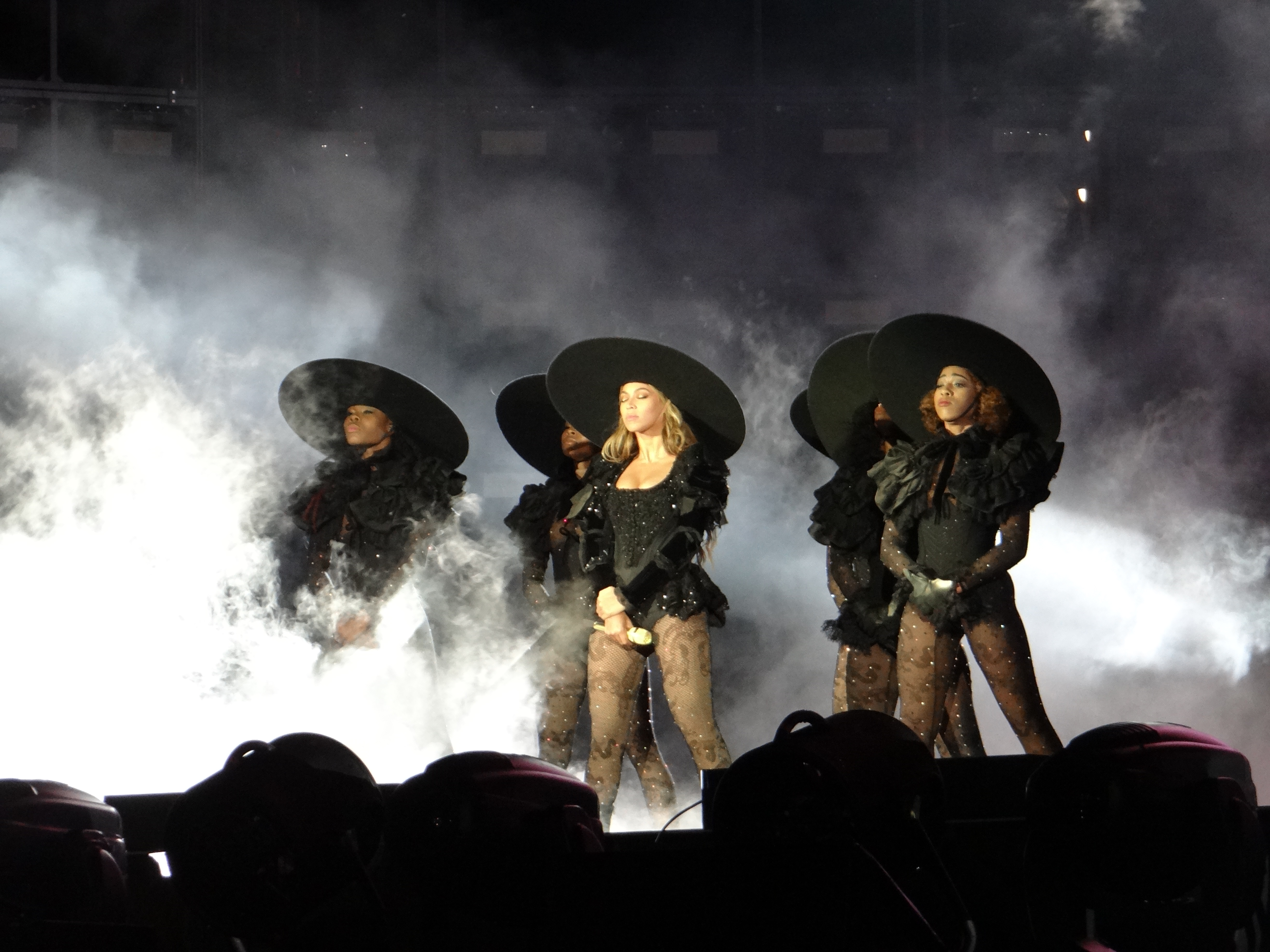
Beyoncé interpretando "Formation" en Carolina del Norte.

La gira fue anunciada por sorpresa el 7 de febrero de 2016, justo al finalizar la aparición especial de la cantante en el espectáculo del medio tiempo de la Super Bowl 50, donde interpretó el que sería su nuevo sencillo «Formation», canción que da nombre al espectáculo, la cual fue lanzada el 6 de febrero de 2016 de forma gratuita en el servicio de” streaming” de música Tidal y su correspondiente vídeo musical en su canal oficial de YouTube. Inmediatamente después de la actuación, un comercial es emitido donde se anuncia la nueva gira de la cantante denominada The Formation World Tour, con las primeras fechas de preventa. Se trata de una gira donde la cantante actuara en grandes estadios de América del Norte y Europa, como ya hizo en 2014 acompañada del rapero y marido Jay Z en la gira On the Run Tour. En abril fue anunciado Dj Khaled como telonero de la parte norteamericana de la gira. El 5 de mayo de 2016, fue anunciada una nueva etapa en Norteamérica, que incluyen 7 conciertos y la reprogramación del espectáculo que iba a celebrare en Nashville, pero por obras en el estadio escogido tuvo que ser pospuesto.
En un comunicado de prensa publicado por Live Nation Entertainment tras el anuncio, se reveló que la gira estaría apoyando a la organización United Way of America, así como la Crisis del Agua en Flint. En el mismo comunicado de prensa, la asociación de Beyoncé con THX se anunció, con el fin de proporcionar el más alto nivel de calidad de audio en los conciertos durante la duración de la gira.
Los ensayos para la gira tuvieron lugar en el Raymond James Stadium de Tampa, que fue alquilado a Live Nation por $745,000. El miembro de la junta de TSA, Thomas Scott, habló sobre la producción a gran escala de la gira después de ver el escenario durante los ensayos, indicando que «ese es uno de los escenarios más grandes que jamás se haya puesto, no creo que haya visto antes un escenario de ese tamaño». Durante el mismo periodo de ensayos, los miembros del equipo de Beyoncé se reunieron con más de 20 líderes de Tampa, incluido el Jefe de Policía de la ciudad, para un almuerzo privado en Ybor City, en la que discutieron sobre maneras de hacer Tampa una ciudad mejor, ya que resulta que la cantante quiso hacer múltiples promesas financieras a ciertas iniciativas.

## Actos de apertura
Primera etapa
- DJ Khaled - (Norteamérica, 27 de abril de 2016 - 14 de junio de 2016)[6]
- DJ Drama- (Norteamérica, 23 de mayo de 2016 - 14 de junio de 2016 [Algunas fechas])[10]
- DJ Scratch - (Norteamérica, 25 de mayo de 2016 [Toronto])[11]
- Rae Sremmurd - (Norteamérica, 27 & 28 de mayo de 2016 [Chicago])[12]
- Jermaine Dupri - (Norteamérica, 31 de mayo de 2016 [Pittsburgh])[13]

| Notas |
| --- |
| - Durante el primer concierto de la gira en Miami, el telonero DJ Khaled estuvo acompañado por Lil Wayne, Future, Rick Ross, Trick Daddy, Yo Gotti y 2 Chainz como artistas invitados. - Durante el segundo concierto, ofrecido en Tampa, Kent Jones se unió al telonero DJ Khaled durante el acto de apertura. - Durante el concierto en Atlanta, Rick Ross, 2 Chainz, August Alsina, Yo Gotti, T.I., The Dream y Ludacris se unieron DJ Khaled durante el acto de apertura. - Durante el concierto en Houston, Slim Thug y Paul Wall se unieron DJ Khaled durante el acto de apertura. - Durante el concierto en Pasadena, Big Sean, Yo Gotti, Ne-Yo, Ty Dolla $ign, Fat Joe, Remy Ma, Trey Songz, y Snoop Dogg se unieron DJ Khaled durante el acto de apertura. - Durante el concierto en Filadelfia, Young Gunz, Freeway, Meek Mill y Rick Ross se unieron DJ Khaled durante el acto de apertura. - Durante el concierto en Londres, Tinie Tempah y Zara Larsson se unieron a Magnum DJ durante el acto de apertura. |

## Descripción del espectáculo

### Escenario
El escenario de la gira fue descrito como "un cambio de juego" para lo que puede lograrse en un ambiente de estadio. Toda la colaboración a la estructura y a la mecánica fue hecho a medida para crear una experiencia épica tanto para Beyoncé y como para sus "fans ". Diseñado por Es Devlin y desarrollado y construido en colaboración por Stageco Tait Towers y, el escenario de la gira cuenta con una pieza central en forma de cubo de unos 60 pies de altura, compuesta de muros pantalla de vídeo LED. Conocido como el "Monolito", Devlin indica que de "querer que este es el objeto más alto en el estadio, una pieza de arquitectura estadio cinética equivalente a una de siete pisos, que gira en la construcción LED". Devlin también comentó que la caja fue percibida como "una cartelera 3D gigante, una enorme armadura LED dentro de la cual Beyoncé se revela como un "todo-demasiado" humano a gran escala, la figura de la vida real" y señaló que Beyoncé estaba muy involucrada en el proceso creativo de cada pulgada del diseño. Las rotaciones del cubo se dice que representan un nuevo capítulo de la serie, en una línea similar a la del capítulo de  Lemonade . La caja lleva aproximadamente 4 minutos para lograr una rotación.
El escenario también se compone de una pasarela, que también actúa como una cinta sin fin que da paso a un estado B que se llena con una piscina de agua. La cinta de correr en la pasarela fue diseñado para ser resistente al agua con el fin de soportar el clima impredecible que se encuentra en estadios al aire libre. El escenario B almacena 2.000 galones de agua en el interior de la misma y tarda aproximadamente 10 minutos en llenarse, que se produce sin que el público ni siquiera se de cuenta. La inspiración para el agua dentro del escenario B se inspiró en las visitas de apoyo disco  Lemonada, en especial la canción "Forward ", ya que el mensaje de las canciones se describe como un punto de inflexión de la ira al perdón. "La piscina de agua es la antítesis al monolito que escupe fuego; la secuencia más alegre, redentor del espectáculo se lleva a cabo aquí, a partir de la "Freedom"a través de" Halo "", declaró Devlin.
El escenario de la gira y la producción se decía que era tan grande que la capacidad máxima de algunos lugares se redujo con el fin de hacer espacio para poder instalarlo. Un escritor del  Belfast Telegraph  indica que la capacidad máxima para el concierto de Beyoncé en Dublín en el Croke Park se redujo de 82.500 a 75.000 personas para tener en cuenta el tamaño del escenario, con el organizador del evento Eamon Fox indicando «es una fase de producción y espectáculo asombroso y uno de los más grandes que haya estado en Croke Park».

### Sinopsis del concierto
A lo largo del concierto se puede ver un escenario formado por, una pantalla LED de gran tamaño en forma de cubo, que gira el centro del escenario, donde se realiza la proyección de imágenes en directo de Beyoncé y sus veinte bailarines de fondo a la audiencia. Los conciertos se inician con la actuación de Beyoncé con "Formation" tras una breve interludio, junto a ella todas las bailarinas a su sombra realizan una coreografía. A continuación, con una iluminación roja y pirotecnia se interpreta "Sorry", "Bow Down" y para pasar a "Run the World (Girls)", donde se lanzan llamaradas de fuegos desde los puntos más altos del escenario. Asimismo, dichas presentaciones se llevan a cabo con sus respectivas coreografías características de la cantante. "Baby Boy" y "Hold Up" se interpretan posteriormente, que luego continua con la transición a "Countdown". Durante esta actuación, Beyoncé y sus bailarines caminan por una pasarela que conduce al centro de la multitud. Entre las series y los cambios de vestuario, escenas de la película Lemonade se proyectan en el cubo LED, así como bailarines aéreos que realizan una coreografía. Después se realiza la actuación de "Me, Myself and I" con una Beyoncé que a menudo se para y hablar a la multitud, hablando en la relación que ella y el público tiene con Dios y consigo mismos. Este acto del espectáculo se finalizó con la actuación de "All Night", que Beyoncé afirmó era su canción favorita de su nuevo disco antes mencionado. "Don't Hurt Yourself" se realiza con muchos fragmentos intercambiables de otras canciones, entre ellas "Ring the Alarm" y "Independent Women". Posteriormente se pasa a la interpretación de "Diva" y "***Flawless (Remix)". El siguiente acto consistió en Beyoncé y sus bailarines realizando los números más up-tempo, tales como "Feeling Myself", "Yoncé", "7/11", "Drunk in Love" y "Partition". Otro cambio de vestuario se llevó a cabo, y el espectáculo continuó con Beyoncé y sus bailarines realizando "Daddy Lessons" y "1+1".
En el primero de los dos tributos a Prince se ve cómo Beyoncé realiza una interpretación de "The Beautiful Ones". Esto es seguido por el gran cubo LED en el escenario encender un cigarrillo en completa púrpura, como una grabación original de "Purple Rain" se juega a la audiencia. Se ve entonces la etapa de contener cajas de tamaño humano, en el que Beyoncé y sus bailarines realizan en el interior una sincronización con la remezcla de "Crazy in Love", que es seguido por "Naughty Girl", "Party", "Blow" y "Sweet Dreams". El acto final del espectáculo se lleva a cabo en una gran piscina de agua en la parte final de la gran pasarela. Aquí Beyoncé y sus bailarines realizan una coreografía en el agua con la interpretación de "Freedom", "Survivor", "End of Time" / "Grown Woman" y el número de cierre, "Halo".

## Recepción

### Recepción de la crítica
La noche de apertura de la gira por lo general recibió críticas muy favorables de los críticos. Hermione Hoby del británico  The Guardian  galardonó con 5 estrellas el concierto ofrecido en Miami, reseñando: «Ella suena, se mueve y se ve como una diosa y la mayoría de nosotros nos 'inclinamos' en consecuencia». Kelli Kennedy escribiendo para el Associated Press señaló que Beyoncé «mata al abrir la gira». Continua comentando «su actuación sirvió como recordatorio para el mundo que ella rompe las cadenas de todo por mí misma».  Becky Randel de  Billboard  sintió que la emoción guio el estado de ánimo para la noche y declaró que «Bey fue superada cuando el público sabía todas las letras de su nueva canción "Hold Up", y que a menudo se detuvo para sonreír o asentir a su exuberante BeyHive». Escribiendo para  Rolling Stone , Kat Bein reseño a Beyoncé, afirmando que era «un buen ejemplo de entretenimiento y una visión de un artista en su vértice» y comentó más adelante «la demostración era una fiesta visual, así como un recorrido emocional de la fuerza, llena de fuegos artificiales, confeti, la reordenación de la escenografía y bailarines aéreos».
Otras críticas de la parte norteamericana de la gira incluyen la de Melissa Ruggierie para  The Atlanta Journal-Constitution. Ruggierie elogió la actuación de Beyoncé, sobre todo las voces fuertes que se manifestaron en "1 + 1" y concluyó que «mirando a su mando un estadio etapa durante dos horas fue otro recordatorio de su ambición ilimitada». Sin embargo, se observó que la cantante no habló con la multitud muy a menudo durante el concierto. Después del concierto en la ciudad natal de Beyoncé, Houston, Brandon Caldwell del  Houston Press  presenta su artículo afirmando elogiando el espectacular, diciendo «¿Cómo? ¿Cómo Beyoncé hace esto? en este nivel? con esta magnitud?». Lorena Ali de la  Los Angeles Times  concluyó su opinión, de forma positiva de la parada, en Pasadena de la gira con las siguientes frases: «Toda mojada y sentado en el escenario solo, se fue a la audiencia con el número de cierre, "Halo". Ella ha sido bautizada y renace en una versión menos perfecta de Queen Bey, lo que permite una más potente Beyoncé elevándose desde lo imperfección».
Jim Harrington del  San Jose Mercury News  reseñó el espectáculo de la cantante en un artículo en el que afirma: «había tantas partes en movimiento - una enorme remolino de rutinas de baile coreografiados bruscamente, efectos especiales, fuegos artificiales brillantes y otras tácticas para deleitar a decenas de miles fans»; Sin embargo Harrington señaló que se realizaron demasiados fragmentos de canciones en lugar de sus versiones completas, dejando una sensación de que se perdió calidad sobre la cantidad. El concierto de Edmonton, el primero en tierras canadienses, se realizó en condiciones de frío y lluvia. A pesar de esto, Sandra Sperounes del  Edmonton Journal , comentó: «Ni siquiera la lluvia o el viento podrían detener nuestra Ms. Flawless, sin defectos, nuestra superviviente, nuestra Queen Bey nos deslumbró, ante un estimado de 40.000 aficionados en el estadio de la Commonwealth en un tormentoso Viernes noche». Sperounes concluyó que «el sol no estaba por ningún lado, pero gracias a la brillante Bey, la multitud estuvo radiante de vértigo, poder femenino y generosidad».
Reseñando el primer concierto en Londres, Lewis Rincón de Digital Spy galardonó el espectáculo con 5 estrellas, observando «Su coreografía a menudo formidable y temible en números como "Run the World (Girls)", "Bow Down" y "End Of Time" es poderosa y fascinante, pero luego se compensa con la ternura de "1 + 1", "Me, Myself and I" y "Runnin (Lose It All)". La habilidad dinámica de Beyoncé de ser a la vez vigorosa y vulnerable no puede ir acompañados de sus contemporáneos, de hecho, nos gustaría ir tan lejos como para decir que ha demostrado a sí misma ser, sin esfuerzo,  la Michael Jackson esta generación». En una reseña para Radio Deejay del concierto ofrecido en Milán, se dijo «los que estaban allí se recordará por muchos años: Beyoncé [en] el estadio de San Siro de Milán era más que un concierto». El escritor continuó alabó los espectáculos teatrales, visuales y de la coreografía y el canto en vivo de la cantante antes de concluir la revisión con «Beyoncé ha demostrado fuera de toda duda que es una de los mejores intérpretes y cantantes de nuestro tiempo».

### Recepción comercial

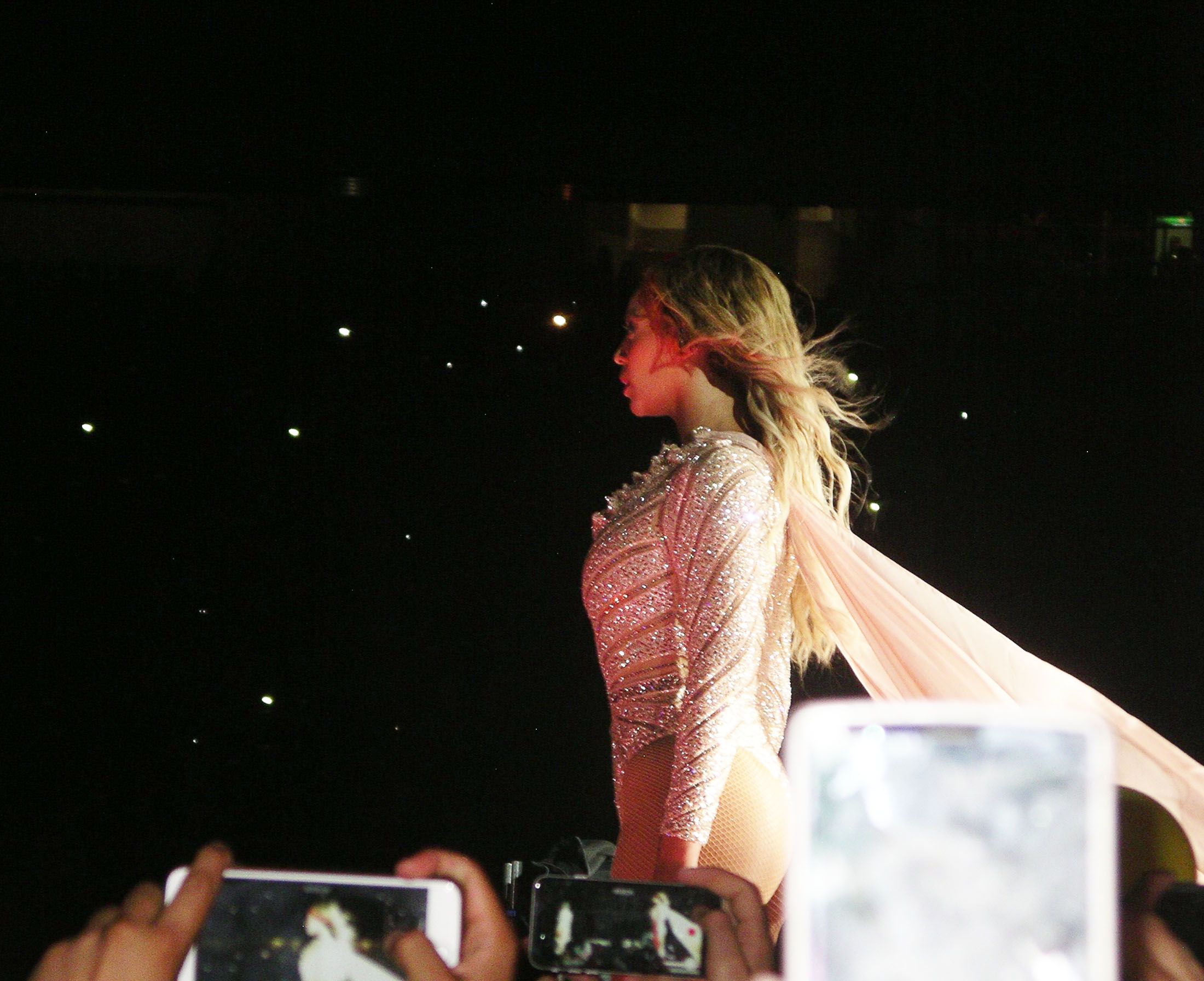
Beyoncé interpretando "Freedom" en el Formation World Tour en Milan.

Tras el anuncio de la gira, la página web de Beyoncé se estrelló temporalmente, como resultado del anuncio post-Super Bowl. Después de la preventa original de boletos, un segundo espectáculo en la ciudad de Nueva York fue introducido en el itinerario, debido a la gran popularidad del concierto. Durante la venta general de entradas, las entradas de Beyoncé en el Ámsterdam Arena se agotaron en 20 minutos, lo que provocó una lista de espera para ser abierta y que los promotores intentasen organizar un segundo espectáculo. Algunos aficionados se quedaron descontentos debido a las entradas de velocidad agotadas para el Friends Arena, con las demandas presentadas por el sistema de colas implementado por Ticketmaster. Ticketmaster se disculpó y dijo «por desgracia, había más entradas que quería que lo que estaba disponible». La etapa del Reino Unido de la gira fue recibida con gran éxito comercial, con todas las entradas vendidas en menos de 30 minutos, incluyendo un estimado de 90.000 en el estadio de Wembley de Londres. Muchos fanes compartieron su malestar por no conseguir boletos en línea, y como es habitual en las giras de conciertos en-demanda, muchas entradas encontraron su camino en el mercado secundario con un gran margen de beneficio sobre el precio original. Como resultado de esto, un segundo concierto en Londres fue introducido en el calendario.  Un espectáculo adicional se añadió también al Soldier Field de Chicago, debido a la «demanda abrumadora». Después de su actuación en Minneapolis, se anunció que Beyoncé fue la primera mujer en encabezar un espectáculo de estadio en el Área metropolitana de Minneapolis-Saint Paul, que tuvo lugar en TCF Bank Stadium.
El 17 de febrero de 2016, un comunicado de prensa anunció que casi 1 millón de entradas ya habían sido vendidas para la gira, además de revelar que 15 fechas se habían agotado.  Billboard  publicó una estimación durante la preventa de la gira, que indica que deben estar todas las fechas de la gira vendidas, el ingreso bruto total podría alcanzar entre $200 millones y $250 millones solo con 40 conciertos.
En julio de 2016, el portal PollStar la situó en la primera posición en la lista de las giras con mayor recaudación hasta ese momento. Beyoncé sitúo en el #1 con las recaudaciones conseguidas con los conciertos ofrecidos en América del Norte con un interior bruto de $126,3 millones del primer tramo de Norteamérica de la gira. Asimismo, a nivel internacional, se situó en el #2 con $137,3 millones de dólares, representando únicamente los primeros 25 conciertos de la gira. Chris Hunt, escribiendo para el comerciante de boletos AXS, informó que el Formation World Tour fue una de los 20 principales recaudaciones más altas de todos los tiempos. Hunt también señaló que dentro del mismo top 20, la gira tenía la menor cantidad de espectáculos.

## Repertorio
Este es el repertorio del concierto en Miami. No representa a todas las fechas de la gira.
| Acto 1 «No Angel» (intro) 1. «Formation» 2. «Sorry» 3. «Kitty Kat» (a cappella) 4. «Bow Down» (contiene elementos de «Tom Ford») 5. «Run the World (Girls)» Acto 2 «Superpower» (interludio de video) (contiene elementos de «Made It») 1. «Mine» 2. «Baby Boy» (contiene elementos de «Standing on the Sun») 3. «Hold Up» 4. «Countdown» 5. «Me, Myself and I» 6. «Runnin' (Lose It All)» 7. «All Night» Acto 3 «I Care» (interludio de video) (contiene elementos de «Ghost», «Ghost», «New Slaves», «The Hills» y «6 Inch») 1. «Don't Hurt Yourself» 2. «Ring the Alarm» (contiene elementos de «Lost Yo Mind», «I Been On», «Naughty Girl» y «Independent Woman») 3. «Diva» (contiene elementos de «U Mad» y «Cut It») 4. «Flawless (Remix)» 5. «Feeling Myself» 6. «Yoncé» 7. «Drunk in Love» (contiene elementos de «Swimming Pools (Drank)») 8. «Rocket» 9. «Partition» Acto 4 «Hip Hop Star» / «Freakum Dress» (interludio de video) 1. «Daddy Lessons» 2. «Love On Top» (a cappella) 3. «1+1» Acto 5 «Purple Rain» (interludio; tributo a Prince) 1. "Crazy in Love" (contiene elementos del remix de 2014 y «Bootylicious») 2. «Naughty Girl» 3. «Party» Acto 6 - Encore «Die With You» (interlude) 1. «Freedom» 2. «Survivor» 3. «End of Time» (contiene elementos de «Grown Woman» 4. «Halo» «Schoolin Life» (outro) |

| Notas |
| --- |
| - El setlist aquí expuesto se corresponde al último concierto de la gira en Europa, en Barcelona. En algunos conciertos también se interpretan el remix de «Crazy In Love» o «The Beautiful Ones». - «Blow» solo fue interpretada en la primera etapa americana de la gira. - «Sweet Dreams», «Single Ladies (Put a Ring on It)», «7/11» y la versión extendida de «Crazy in Love» solo fueron interpretadas en el primer concierto de la gira. - Durante el segundo concierto, ofrecido en Tampa, la cantante añadió «1+1» al setlist. - Durante el concierto en Houston, Beyoncé interpretó una versión de «The Beautiful Ones» en tributo a Prince que fue incluida en el setlist de algunos conciertos de la gira. - Beyoncé interpreta la versión extendida de «Sorry» en algunos conciertos, como el Remix de "Crazy In Love" no es una canción fija al igual que «Partition» y «The Beautiful Ones». - Durante el concierto en Detroit, Beyoncé dedicó «Halo» a las víctimas afectadas por la masacre de la discoteca Pulse de Orlando. - Durante el concierto en Houston añadió «Kitty Kat», cantado a capella, al setlist después de «Sorry». En la etapa europea fue cambiada por «Irreplaceable». - Durante el espectáculo de Glasgow, Beyoncé interpretó «Freedom» a capela y dedicó la canción a Alton Sterling, Philando Castile y otras víctimas de la brutalidad policial. - Durante el concierto en Barcelona, Beyoncé interpretó «Irremplazable», la versión en español de «Irreplaceable». - Durante el último concierto de la gira, ofrecido en East Rutherford, Beyoncé estuvo acompañada por Serena Williams en «Sorry», Jay-Z en «Drunk in Love» y Kendrick Lamar en «Freedom». Asimismo interpretó «6 Inch» antes de «Daddy Lessons». |

## Fechas y recaudación
| Fecha                    | Ciudad          | País           | Recinto                       | Asistencia                   | Recaudación  |
| ------------------------ | --------------- | -------------- | ----------------------------- | ---------------------------- | ------------ |
| América del Norte        |                 |                |                               |                              |              |
| 27 de abril de 2016      | Miami           | Estados Unidos | loanDepot Park                | 36,656 / 36,656              | $5,252,615   |
| 29 de abril de 2016      | Tampa           | Estados Unidos | Raymond James Stadium         | 40,818 / 40,818              | $4,803,295   |
| 1 de mayo de 2016        | Atlanta         | Estados Unidos | Georgia Dome                  | 46,321 / 46,321              | $5,801,725   |
| 3 de mayo de 2016        | Raleigh         | Estados Unidos | Carter-Finley Stadium         | 38,292 / 38,292              | $4,810,620   |
| 7 de mayo de 2016        | Houston         | Estados Unidos | NRG Stadium                   | 43,871 / 43,871              | $6,412,280   |
| 9 de mayo de 2016        | Arlington       | Estados Unidos | AT&T Stadium                  | 42,235 / 42,235              | $5,954,775   |
| 12 de mayo de 2016       | San Diego       | Estados Unidos | Qualcomm Stadium              | 45,885 / 45,885              | $6,028,115   |
| 14 de mayo de 2016       | Pasadena        | Estados Unidos | Estadio Rose Bowl             | 55,736 / 55,736              | $7,138,685   |
| 16 de mayo de 2016       | Santa Clara     | Estados Unidos | Levi's Stadium                | 44,252 / 44,252              | $6,201,845   |
| 18 de mayo de 2016       | Seattle         | Estados Unidos | CenturyLink Field             | 46,529 / 46,529              | $5,415,810   |
| 20 de mayo de 2016       | Edmonton        | Canadá         | Commonwealth Stadium          | 39,299 / 39,299              | $3,723,830   |
| 23 de mayo de 2016       | Minneapolis     | Estados Unidos | TCF Bank Stadium              | 37,203 / 37,203              | $4,174,270   |
| 25 de mayo de 2016       | Toronto         | Canadá         | Rogers Centre                 | 45,009 / 45,009              | $4,440,554   |
| 27 de mayo de 2016       | Chicago         | Estados Unidos | Soldier Field                 | 89,270 / 89,270              | $11,279,890  |
| 28 de mayo de 2016       | Chicago         | Estados Unidos | Soldier Field                 | 89,270 / 89,270              | $11,279,890  |
| 31 de mayo de 2016       | Pittsburgh      | Estados Unidos | Heinz Field                   | 36,325 / 36,325              | $3,927,805   |
| 3 de junio de 2016       | Foxborough      | Estados Unidos | Gillette Stadium              | 48,304 / 48,304              | $6,008,698   |
| 5 de junio de 2016       | Philadelphia    | Estados Unidos | Lincoln Financial Field       | 47,223 / 47,223              | $5,563,435   |
| 7 de junio de 2016       | Nueva York      | Estados Unidos | Citi Field                    | 73,486 / 73,486              | $11,461,340  |
| 8 de junio de 2016       | Nueva York      | Estados Unidos | Citi Field                    | 73,486 / 73,486              | $11,461,340  |
| 10 de junio de 2016      | Baltimore       | Estados Unidos | M&T Bank Stadium              | 47,819 / 47,819              | $5,770,660   |
| 12 de junio de 2016      | Hershey         | Estados Unidos | Hersheypark Stadium           | 26,662 / 26,662              | $3,474,695   |
| 14 de junio de 2016      | Detroit         | Estados Unidos | Ford Field                    | 41,524 / 41,524              | $5,471,395   |
| Europa                   |                 |                |                               |                              |              |
| 28 de junio de 2016      | Sunderland      | Reino Unido    | Stadium of Light              | 48,952 / 48,952              | $4,996,960   |
| 30 de junio de 2016      | Cardiff         | Reino Unido    | Principality Stadium          | 49,215 / 49,215              | $5,379,199   |
| 2 de julio de 2016       | Londres         | Reino Unido    | Wembley Stadium               | 142,500 / 142,500            | $15,301,688  |
| 3 de julio de 2016       | Londres         | Reino Unido    | Wembley Stadium               | 142,500 / 142,500            | $15,301,688  |
| 5 de julio de 2016       | Mánchester      | Reino Unido    | Emirates Old Trafford         | 49,935 / 49,935              | $5,159,998   |
| 7 de julio de 2016       | Glasgow         | Reino Unido    | Hampden Park                  | 46,058 / 46,058              | $4,707,580   |
| 9 de julio de 2016       | Dublín          | Irlanda        | Croke Park                    | 68,575 / 68,575              | $7,449,942   |
| 12 de julio de 2016      | Düsseldorf      | Alemania       | Esprit Arena                  | 34,481 / 34,481              | $3,464,861   |
| 14 de julio de 2016      | Zúrich          | Suiza          | Letzigrund                    | 23,790 / 23,790              | $2,980,051   |
| 16 de julio de 2016      | Ámsterdam       | Países Bajos   | Ámsterdam Arena               | 49,436 / 49,436              | $4,712,051   |
| 18 de julio de 2016      | Milán           | Italia         | San Siro                      | 54,313 / 54,313              | $4,744,732   |
| 21 de julio de 2016      | París           | Francia        | Stade de France               | 75,106 / 75,106              | $6,258,954   |
| 24 de julio de 2016      | Copenhague      | Dinamarca      | Parken Stadium                | 45,197 / 45,197              | $4,626,103   |
| 26 de julio de 2016      | Estocolmo       | Suecia         | Friends Arena                 | 48,519 / 48,519              | $3,937,498   |
| 29 de julio de 2016      | Frankfurt       | Alemania       | Commerzbank-Arena             | 36,647 / 36,647              | $3,739,440   |
| 31 de julio de 2016      | Bruselas        | Bélgica        | King Baudouin Stadium         | 48,955 / 48,955              | $4,681,095   |
| 3 de agosto de 2016      | Barcelona       | España         | Estadi Olímpic Lluís Companys | 45,346 / 45,346              | $4,806,995   |
| América del Norte        |                 |                |                               |                              |              |
| 10 de septiembre de 2016 | Saint Louis     | Estados Unidos | The Dome at America's Center  | 38 256 / 38 256              | $3,953,445   |
| 14 de septiembre de 2016 | Los Ángeles     | Estados Unidos | Dodger Stadium                | 47 440 / 47 440              | $6,736,700   |
| 17 de septiembre de 2016 | Santa Clara     | Estados Unidos | Levi's Stadium                | 44 015 / 44 015              | $4,898,690   |
| 22 de septiembre de 2016 | Houston         | Estados Unidos | NRG Stadium                   | 42 635 / 42 635              | $5,107,065   |
| 24 de septiembre de 2016 | Nueva Orleans   | Estados Unidos | Mercedes-Benz Superdome       | 46 474 / 46 474              | $5,349,960   |
| 26 de septiembre de 2016 | Atlanta         | Estados Unidos | Georgia Dome                  | 45 126 / 45 126              | $5,374,615   |
| 29 de septiembre de 2016 | Philadelphia    | Estados Unidos | Lincoln Financial Field       | 44 693 / 44 693              | $3,353,627   |
| 2 de octubre de 2016     | Nashville       | Estados Unidos | Nissan Stadium                | 43 013 / 43 013              | $5,182,345   |
| 7 de octubre de 2016     | East Rutherford | Estados Unidos | MetLife Stadium               | 50 703 / 50 703              | $6,064,625   |
| TOTAL                    | TOTAL           | TOTAL          | TOTAL                         | 2,242,099 / 2,242,099 (100%) | $256,084,556 |

## Conciertos reprogramados
| Fecha                   | Ciudad, País                    | Lugar           | Motivo                                                                                                   |
| ----------------------- | ------------------------------- | --------------- | --- |
| 29 de mayo de 2016      | Detroit, Estados Unidos         | Ford Field      | Reprogramado para el 14 de junio, se aplazó por "cambios en la programación".                            |
| 5 de mayo de 2016       | Nashville, Estados Unidos       | Nissan Stadium  | Reprogramado para el 2 de octubre, se aplazó por obras en el estadio.                                    |
| 7 de septiembre de 2016 | East Rutherford, Estados Unidos | MetLife Stadium | Reprogramado para el 7 de octubre, se aplazó porque Beyoncé estaba enferma, y se le recomendó descansar. |